# زنگی‌آباد (کرمان)
زَنگی‌آباد شهری در بخش مرکزی شهرستان کرمان در استان کرمان ایران است. این شهر در ۱۷  کیلومتری شمال شهر کرمان واقع شده است. مساحت این شهر بزرگ با توابع و باغات حدود ۳۰ کیلومتر مربع است. 

## جمعیت
بر پایه سرشماری عمومی نفوس و مسکن در سال ۱۳۹۵ جمعیت این مکان ۸,۵۶۸ نفر (۲,۴۲۶ خانوار) بوده‌است.

## امکانات و فعالیت‌ها
شغل اکثر مردم آن کشاورزی و محصول عمده آن پسته می‌باشد.

## در قدیم
در فرهنگ جغرافیایی ایران ج ۸ آمده‌است:
زنگی‌آباد مرکز دهستان زنگی آباد بخش مرکزی شهرستان کرمان است که ۱۶۱۸ تن سکنه دارد. دهستان زنگی‌آباد یکی از دهستانهای بخش مرکزی شهرستان کرمان است. این دهستان از ۵۶ آبادی بزرگ و کوچک تشکیل شده و قراء مهم آن عبارتند از اختیارآباد،شاهرخ‌آباد،علی آباد کهنوج و مرکز دهستان قریه زنگی‌آباد است و سکنه دهستان در حدود ۱۲۸۱۳ تن می‌باشد.

## غذاهای محلی
غذای معروف شهر زنگی آباد ، آبگوشت امام حسینی می باشد . آبگوشت معروف این شهر قدمت چند صد ساله دارد و هر ساله در ایام محرم وصفر این غذای لذیذ طبخ می شود. آبگوشت معروف این شهر زبان زد خاص وعام است و شهرت بسیار دارد . مستندات بسیاری درباره ی این آبگوشت معروف ساخته شده است که از جمله مهمترین آن ها مستند  <<طعم ارادت >> می باشد که بارها توسط صداوسیما در تلویزیون ملی ایران پخش شده است . 